# Битка при Филомелион
Битката при Филомелион (на средногръцки: Μάχη του Φιλομήλιου) е една от поредицата византийско-селджукски битки за Мала Азия. Битката се състои през 1117 година при селцето Филомелион, днес Акшехир, вилает Кония.

### Предпоставки
Битката е спечелена от византийската армия под командването на император Алексий I Комнин и е съществена за Византия, тъй като спасява за период от около два века завладяването на гръцките крайбрежни територии в Мала Азия от турците. Победата в битката отслабва селджукския натиск върху византийските малоазийски територии и бележи началото на процеса на разпадане на Иконийския султанат на малоазийски бейлици, завършил след битката при Анкара.
Битката е малък реванш за Византия за загубата и в битката при Манцикерт. С тази победа Византия успява най-накрая да възстанови старата си граница със селджуките на линия Синоп-Филомелион, като мирният договор, удостоверяващ това, се сключва в Акроинон. Но на следната 1118 година Алексий I Комнин вече не е между живите.

### Последици
Стратегическа помощ на Византия за отвоюване на малоазийските територии от турците оказват кръстоносните армии от Първия кръстоносен поход, преминаващи през региона на път за Светите места. В периода 1117-1176 година Византия под управлението на Комнините развръща стратегическа кампания, целяща възвръщане на предишното господстващото положение на империята в региона, която завършва злощастно за империята с битката при Мириокефалон.